# 2010年10月臺灣
| << | 2010年10月 （民國99年） | >> |    |    |    |    |
| \| 日 \| 一 \| 二 \| 三 \| 四 \| 五 \| 六 \| \| \| \| \| \| \| 1 \| 2 \| \| 3 \| 4 \| 5 \| 6 \| 7 \| 8 \| 9 \| \| 10 \| 11 \| 12 \| 13 \| 14 \| 15 \| 16 \| \| 17 \| 18 \| 19 \| 20 \| 21 \| 22 \| 23 \| \| 24 \| 25 \| 26 \| 27 \| 28 \| 29 \| 30 \| \| 31 \| \| \| \| \| \| \| |                         |    |    |    |    |    |
| 臺灣新聞動態／維基新聞 |                         |    |    |    |    |    |
| 世界／中国大陆／臺灣 |                         |    |    |    |    |    |
| 日 | 一                      | 二 | 三 | 四 | 五 | 六 |
| |                         |    |    |    | 1  | 2  |
| 3 | 4                       | 5  | 6  | 7  | 8  | 9  |
| 10 | 11                      | 12 | 13 | 14 | 15 | 16 |
| 17 | 18                      | 19 | 20 | 21 | 22 | 23 |
| 24 | 25                      | 26 | 27 | 28 | 29 | 30 |
| 31 |                         |    |    |    |    |    |

## 10月1日
- 行政院長吳敦義在立法院受立委質詢時強調，將徹查國道六號工程發生重大工安意外事故發生原因，以及營建公司違規使用外勞之原因；同時也要求勞委會和地方社會局全面清查全台行蹤不明的數千名外勞情況與違規外勞下落。 . （原始内容存档于2010-10-16）.
- 衛生署宣布10月4日起全面禁止各醫院向看病民眾收取指定醫師費，期望解決混亂的收費亂象，違反規定的醫療機構最高可罰鍰25萬新台幣。有婦產科醫師表示，許多指定醫師費其實是剖腹產的指定時間費，以高價減少深夜及凌晨的非緊急的剖腹產（一般是選吉時剖腹才會出現這種狀況），可以減少婦產科醫師的負擔，進而提高所有病患的權益。自由電子報

## 10月2日
- 2010台北國際發明暨技術交易展發明競賽獎頒獎，其中台灣的發明家表現相當亮眼，在全部456面獎項中，取得113面金牌、115面銀牌及153面銅牌。大紀元（页面存档备份，存于）

## 10月3日
- 嘉義縣太保市的南亞塑膠廠火警，嘉義縣環保局勒令停工，開出新台幣100萬罰單。（公視（页面存档备份，存于））

## 10月4日
- 教育部邀請各縣市代表、家長、教師及校長等團體開會決定，日後學校只能為國中三年級學生辦理升學模擬考、而且不得強迫每個人都參加，也不可佔用正式上課時間，只能在早自習、第八節或周六、周日等非上課時間進行。某些國中校長反彈，但全國家長團體聯盟理事長支持。 中時電子報[永久]
- 行政院衛生署宣布確認第一例超級細菌個案，為日前於印度遭槍擊受傷之電視節目攝影師。大紀元（页面存档备份，存于）

## 10月8日
- 2010年十大傑出青年當選名單出爐，職業網球選手盧彥勳和詹詠然榮獲今年10大傑出青年教育體育類獎項，肯定其優異表現。大紀元時報

## 10月9日
- 減肥藥「諾美婷」，因副作用會增加心血管疾病的風險，繼歐盟日前撤銷許可執照後。亞培藥廠（Abbott Laboratories）宣布即日起在美國和加拿大下架。台灣的衛生署亦宣布「諾美婷」等15種同成分減肥藥自10月11日廢除藥證（下市）。

NOWnews - 自由時報

## 10月18日
- 台北地方法院對「紅火案」做出判決，前中信金副董事長辜仲諒因涉入中信金併兆豐金，不法獲利近新台幣10億，因此判9年有期徒刑。

NOWnews - 自由時報

## 10月19日
- 美聯社報導專訪馬英九總統在其連任後將展開兩岸政治協商。

NOWnews - 自由時報

## 10月20日
- 國安局長蔡得勝在立法院證實，中國在東南沿海佈署的瞄準台灣的飛彈，數量已從陳水扁執政時代的一千三百廿八枚，提升到現在的一千四百一十枚。自由時報

## 10月21日
- 總統馬英九要求國軍要會游泳，國防部規劃未來5年合計新台幣54億8000萬元，整修及興建28座溫水游泳池。

NOWnews - 自由時報
- 外交部再次發表嚴正聲明，強調中華民國堅決主張擁有釣魚台列嶼的主權與行政權的歸屬；而此聲明也澄清外交部長楊進添從未發表過日本擁有釣魚台行政權之言論。其實外交部早就在1971年堅決反對美國將釣魚台列嶼的行政權交予日本。中廣
- 對於美聯社誤傳馬英九總統將兩岸政治協商，總統府公佈專訪的全程錄音及全文並澄清無此事。中時/旺報
- 中央氣象局於下午5時30分發布中度颱風梅姬的海上陸上颱風警報，陸上警戒範圍為台南縣市以南、澎湖、金門。宜蘭、澎湖宣布22日停止上班上課。自由電子報[]

## 10月22日
台灣女子組合S.H.E成員任家萱(Selina)在上海拍攝電視劇《我和春天有個約會》時，因一場爆破戲提早爆炸而被燒傷。面積為全身的五成，屬三級燒傷。

## 10月23日
- 第23屆東京國際影展開幕入場時，中國代表團團長江平當眾叫囂要求台灣代表團進場時必須在「台灣」名稱之前冠上「中國」，被台灣代表團團長陳志寬當場拒絕，雙方火爆對立，最後雙方都未走綠毯進入廣場參加開幕。台灣藝人阮經天、徐若瑄等人也臨時缺席星光大道。自由時報自由時報
- 蘇花公路在颱風鮎魚侵襲期間發生坍方事故，25人失蹤，包括一由廣東訪台的旅行團19名旅客及司機與導遊。美國之音中文網
- 中華職棒兄弟象隊在台灣大賽中以4勝0敗的成績擊敗興農牛隊，拿下職棒21年總冠軍。 yam天空新聞─中央社１（页面存档备份，存于）２ （页面存档备份，存于）３ （页面存档备份，存于）

## 10月31日
- 台北松山機場至東京羽田機場間航線在相隔31年後重新開航，共有8家航空公司每天提供來回8班次，象徵松山機場與上海虹橋、東京羽田、首爾金浦的東北亞「黃金四角」航線正式成形。yam天空新聞─中央社１（页面存档备份，存于）２ （页面存档备份，存于）３ （页面存档备份，存于）